# یان نیکلاس
یان نیکلاس (انگلیسی: Jan Niklas؛ زادهٔ ۱۵ اکتبر ۱۹۴۷) بازیگر اهل آلمان است. وی از سال ۱۹۷۴ میلادی تاکنون مشغول فعالیت بوده‌است.
از فیلم‌ها یا برنامه‌های تلویزیونی که وی در آن نقش داشته است می‌توان به پاپ ژان پل دوم، آنه فرانک: تمام داستان، دکتر ام، عقاید یک دلقک، قرمز پرحرارت و زندگی وردی اشاره کرد.